# Cervenia
Cervenia es una comuna ubicada en el distrito de Teleorman, Rumania.

## Superficie
Posee una superficie de 56,79 kilómetros cuadrados.

## Demografía
Hasta 2021 la población era de 2414 habitantes, con una densidad de población de 42,51 habitantes por kilómetro cuadrado.